# Bundesstraße 9
De Bundesstraße 9 (ook wel B9) is een weg (bundesstraße) in Duitsland die loopt door de Bundesländer: Noordrijn-Westfalen en Rijnland-Palts. De B9 begint bij de Nederlandse grens bij Wyler en loopt verder langs de steden Kleef, Goch, Krefeld, Neuss, Keulen, Bonn, Koblenz, Mainz, Worms, Ludwigshafen am Rhein, Speyer naar Scheibenhardt bij de Franse grens. De B9 is ongeveer 450 km lang en loopt grofweg parallel aan de Rijn.

## Hoofdbestemmingen
- Kleef
- Goch
- Weeze
- Geldern
- Krefeld
- Neuss
- Dormagen
- Keulen
- Bonn
- Sinzig
- Andernach
- Weißenthurm
- Koblenz
- Bingen am Rhein
- Mainz
- Worms
- Frankenthal
- Oggersheim
- Ludwigshafen am Rhein
- Mutterstadt
- Speyer
- Germersheim
- Wörth am Rhein
- Kandel

B1 · B3 · B7 · B8 · B9 · B10 · B26 · B27 · B35 · B37 · B38 · B39 · B40 · B41 · B42 · B43 · B43a · B44 · B45 · B47 · B48 · B49 · B50 · B51 · B52 · B53 · B54 · B55 · B55a · B56 · B56n · B57 · B58 · B59 · B61 · B62 · B63 · B64 · B65 · B66 · B66n · B67 · B68 · B70 · B80 · B83 · B84 · B219 · B220 · B221 · B223 · B224 · B225 · B226 · B227 · B228 · B229 · B230 · B231 · B233 · B234 · B235 · B236 · B237 · B238 · B239 · B241 · B249 · B250 · B251 · B252 · B253 · B254 · B255 · B256 · B257 · B258 · B259 · B260 · B261 · B262 · B263 · B264 · B265 · B266 · B267 · B268 · B269 · B270 · B271 · B272 · B274 · B275 · B277a · B278 · B279 · B284 · B288 · B323 · B324 · B326 · B327 · B399 · B400 · B403 · B405 · B406 · B407 · B409 · B410 · B411 · B412 · B413 · B414 · B416 · B417 · B418 · B419 · B420 · B421 · B422 · B423 · B424 · B426 · B427 · B428 · B429 · B448 · B449 · B450 · B451 · B452 · B453 · B454 · B455 · B456 · B457 · B458 · B459 · B460 · B469 · B473 · B474 · B475 · B476 · B477 · B478 · B479 · B480 · B481 · B482 · B483 · B484 · B485 · B486 · B487 · B488 · B489 · B499 · B504 · B506 · B507 · B508 · B509 · B510 · B511 · B513 · B514 · B515 · B516 · B517 · B519 · B520 · B521 · B525 · B528 · B611